# You Know My Name (Look Up the Number)
Pour les articles homonymes, voir You Know My Name.
Singles de The Beatles
Something/Come Together (1969)
(1969) Yesterday / I Should Have Known Better
(1976)
Pistes de Past Masters
Let It Be
You Know My Name (Look Up the Number) est une chanson des Beatles, composée par John Lennon (sous la signature Lennon/McCartney). Bien que les premiers enregistrements aient débuté en 1967, elle n'est publiée que bien plus tard, en face B de leur dernier 45 tours britannique, Let It Be, le 6 mars 1970. L'année précédente, Lennon avait envisagé de la publier en single du Plastic Ono Band, le groupe qu'il a lancé avec Yoko Ono, ce qui n'avait pas pu se faire.
La chanson tourne autour de la simple phrase « you know my name, look up my number » (« tu connais mon nom, cherche mon numéro »), enregistrée sur différents airs et styles, avec notamment un accompagnement de Brian Jones des Rolling Stones au saxophone.
Bien qu'il s'agisse d'une pièce peu connue du groupe, et qu'elle ait fait l'objet de peu de reprises, la chanson est l'une des préférées de Paul McCartney pour la folie qui a entouré son enregistrement.

## Genèse
Bien qu'elle n'ait été publiée qu'après la dissolution du groupe, You Know My Name (Look Up the Number) est une composition bien plus ancienne de John Lennon. Dans une interview de 1969, celui-ci explique : « Il y avait une autre chanson que j'ai écrite à l'époque de Pepper qui est encore dans les cartons, appelée You Know My Name Look Up The Number. Ce sont ses seuls vers. Elle part tout du long comme ça, et nous avons ajouté une trame de fond totalement folle. Mais je ne l'ai jamais finie, et je dois le faire. »
Dans une interview donnée au magazine Playboy en 1980, le compositeur raconte l'origine de la chanson : « Je l'attendais chez lui [Paul McCartney], j'ai vu un annuaire téléphonique sur le piano avec les mots « You know the name, look up the number. » [« Tu connais le nom, cherche le numéro »] ».
McCartney a pour sa part longuement parlé de la chanson dans une interview à Mark Lewisohn pour son ouvrage The Beatles Recording Sessions, expliquant comment Lennon lui a exposé son idée : « C'est tellement dingue. Tous ces souvenirs... Je veux dire, que feriez-vous si un mec comme John Lennon débarquait en studio et disant « J'ai une nouvelle chanson ». J'ai dit : « Quelles sont les paroles ? » et il a répondu « You Know My Name look up the number ». J'ai demandé : « Et le reste ? » « Non, pas d'autres paroles, voilà les paroles. Et je veux le faire comme un mantra ! » »

## Enregistrement
La première session d'enregistrement débute le mercredi 17 mai 1967 en fin d'après midi et dure jusqu'à 2 h 30 du matin. À cette époque, le groupe qui vient de finaliser l'enregistrement de Sgt. Pepper's Lonely Hearts Club Band (commercialisé le 1er juin cette année-là) travaille sur It's All Too Much et All Together Now, prévues pour le dessin animé Yellow Submarine. Ce jour-là, la première partie de la chanson est enregistrée. 14 prises sont faites, et la dixième est finalement conservée pour un usage ultérieur.
Le 7 juin à la même période de la journée, le groupe se retrouve pour des prises instrumentales au départ attribuées à la chanson. Celles-ci mettent notamment en scène un jeu de flûte par l'un des membres du groupe, et s'étendent sur une vingtaine de minutes. Le résultat s'éloigne tant de la chanson que la boîte où est rangée la bande porte la mention « Morceau instrumental non identifié ». Le lendemain, les quatre autres parties sont enregistrées. Brian Jones, des Rolling Stones participe à la session avec un saxophone, et de nombreux instruments sont utilisés : piano, vibraphone... À cela s'ajoutent des bandes récupérées au studio no 2 d'Abbey Road. Le tout est mixé le lendemain par George Martin et Geoff Emerick.
La chanson reste au repos jusqu'au mercredi 30 avril 1969. Ce jour-là, John Lennon et Paul McCartney retournent en studio pour enregistrer les parties vocales. Des bruitages sont également enregistrés : Lennon et McCartney prennent des voix étranges, Mal Evans creuse dans un seau de gravier... Le second ingénieur du son présent ce jour-là, Nick Webb, raconte : « John et Paul ne s'entendaient pas si bien à l'époque, mais pour cette chanson, ils sont allés sur le palier du studio et ont chanté autour d'un micro. Sur le moment, je me demandais : « qu'est-ce qu'ils font avec ce vieux magnétophone à quatre bandes, à enregistrer des trucs bizarres sur cette chanson vieillotte ? » Mais c'était une piste sympa à réaliser. » Une version mono de plus de six minutes est préparée, mais reste non publiée.
Le 26 novembre, Lennon décide de reprendre les choses en main. Il désire en effet voir cette chanson, ainsi que What's the New Mary Jane, publiées. Si les deux sont créditées Lennon/McCartney, elles ont été composées par le seul Lennon, et comme elles n'ont pas été publiées sur un album des Beatles, le compositeur envisage de les placer sur son album réalisé avec le Plastic Ono Band. Les deux chansons sont donc retravaillées en salle de mixage ce jour-là, et le single est finalement prêt, mais ne sort jamais.

## Structure musicale
Cette chanson constitue un amusant exercice de la part de ses interprètes, à partir de huit mots et d'une boucle d'accords répétés tout du long à des tempos et selon des structures différents. Le changement se situe au niveau des styles adaptés à chaque boucle, définis par le musicologue Allan W.Pollack comme suit : 1/Hard rock (exposition du thème, piano, basse batterie, voix), 2/Slaggers (ambiance rumba, cette partie démarre par les mots de Lennon : « Good evening and welcome to Slaggers, featuring Denis O'Bell »), 3/Goon Show (en référence au programme télévisé comique The Goon Show très prisé par John Lennon... qui introduit cette section par « Let's hear it for Denis O'Bell » et qui prend ensuite une voix étonnante, celle du personnage Bluebottle (en)) et 4/Jazz Club (où les bruitages vocaux continuent jusqu'au solo de saxophone final). Tout l'intérêt de ce titre réside dans cette façon de rejouer la même mélodie dans des styles très différents, et dans lequel le plaisir éprouvé par les musiciens transparait très clairement.

## Interprètes
- John Lennon : chant, guitare, maracas, bruitages
- Paul McCartney : chant, piano, basse, claquements de mains, bruitages
- George Harrison : chœurs, guitare solo, vibraphone
- Ringo Starr : chœurs, batterie, bongos
- Brian Jones : saxophone
- Mal Evans : bruitages

## Publication

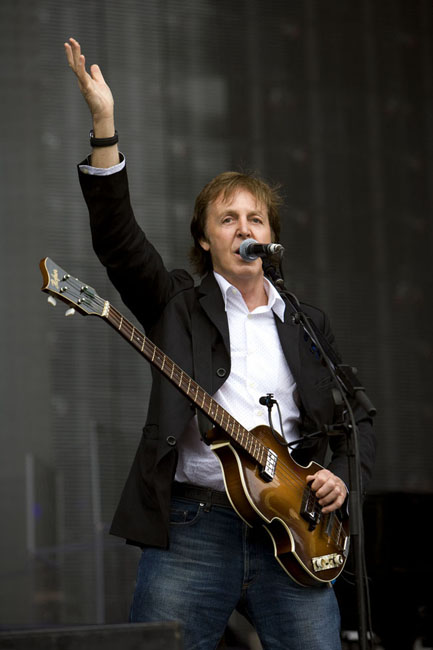
En 1988, Paul McCartney a déclaré que You Know My Name était certainement sa chanson préférée du groupe.

Le single You Know My Name (Look Up the Number)/What's The New Mary Jane du Plastic Ono Band, bien que prêt à être publié et annoncé pour le 5 décembre 1969, ne paraît jamais. Les raisons de cette annulation sont inconnues. Selon Mark Lewisohn, cela pourrait être dû à un veto des autres Beatles, ou d'EMI. La chanson n'est pas perdue pour autant. Le 6 mars 1970, alors que le groupe n'existe déjà plus (la nouvelle n'étant toutefois pas encore officialisée) paraît le single Let It Be/You Know My Name (Look Up the Number). Cette dernière apparaît en version mono, celle-là même qui avait été préparée plusieurs mois plus tôt, raccourcie à 4 minutes 21. Le disque se place en tête des charts aux États-Unis, et en deuxième place au Royaume-Uni. La chanson est la dernière du groupe à apparaître sur un album : on la retrouve sur Rarities, en 1978 au Royaume-Uni et en 1980 de l'autre côté de l'Atlantique. Elle est incluse en 1988 sur l'album Past Masters Volume 2 qui regroupe toutes les chansons parues en single, et c'est sur celui-ci qu'elle sort sur l'intégrale remastérisée du catalogue du groupe en 2009.  Sur Anthology 2 apparaît une version qui comprend les parties retranchées avec quelques-unes des parties originales dans un mixage stéréo modernisé.
La sortie de la chanson a un effet inattendu. Dans celle-ci, en effet, Lennon fait deux annonces de sections de la chanson  en utilisant le nom « Denis O'Bell ». Or, les fans du groupe connaissent un certain Denis O'Dell, producteur des films A Hard Day's Night et Magical Mystery Tour, accessoirement directeur à partir de 1968 de la division Apple Films de leur compagnie Apple Corps. Ce nom, accompagné de l'invitation à « chercher [son] numéro » donnée par les paroles, pousse un grand nombre de personnes à contacter le producteur, et parfois à lui rendre visite. Celui-ci était incapable de comprendre les raisons de ce phénomène, n'ayant pas connaissance de la chanson,.
Bien qu'elle soit assez peu connue au sein du répertoire du groupe, la chanson occupe une place particulière dans le cœur de Paul McCartney. Celui-ci explique en effet à Mark Lewisohn en 1988 : « Les gens commencent juste à découvrir les faces B des singles des Beatles. Ils découvrent tout juste des choses comme You Know My Name (Look Up the Number)  — certainement ma chanson préférée des Beatles ! »

## Reprises
You Know My Name (Look Up the Number) est une des chansons des Beatles les moins reprises, à cause de sa forme particulière. Gerard Saint-Paul l'a reprise sous le titre Dis moi je t'aime dans un album de reprises de chansons du groupe en français. Le groupe Sex Clark Five l'a également reprise.